# Styrophyton caudatum
Styrophyton caudatum är en tvåhjärtbladig växtart som först beskrevs av Friedrich Ludwig Diels, och fick sitt nu gällande namn av Shiu Ying Hu. Styrophyton caudatum ingår i släktet Styrophyton och familjen Melastomataceae. Inga underarter finns listade i Catalogue of Life.